# Scelta delle sedi organizzatrici della fase finale del campionato europeo maschile di calcio 2020
Il processo di candidatura per ospitare il Campionato europeo di calcio è il processo per la localizzazione della 16ª edizione dei campionati europei di calcio, comunemente chiamati Euro 2020. Il 6 dicembre 2012 è stato ufficializzato che tale torneo sarebbe stato organizzato in 13 diverse città europee, con le sole semifinali e finali da svolgersi in un'unica città. Il progetto, chiamato Euro for Europe, fu ufficializzato il 25 gennaio 2013. Le candidature delle città ospitanti furono proposte dal mese di aprile 2013. La scelta definitiva delle città organizzatrici è stata fatta il 19 settembre 2014. Infine, il 7 dicembre 2017, le città ospitanti furono ridotte a 12.
Inizialmente, il torneo avrebbe dovuto essere organizzato tradizionalmente: infatti, già il 17 aprile 2012, la Turchia divenne il primo Paese candidato formalmente e successivamente arrivarono anche la candidatura congiunta tra Irlanda, Scozia e Galles oltre a quella di Georgia e Azerbaigian, annunciate il 15 maggio seguente. Tali proposte furono di conseguenza scartate il 6 dicembre 2012, durante la riunione dell'UEFA a Losanna, in cui si ufficializzò la decisione di assegnare il torneo a singole città. 
Il 17 marzo 2020 la manifestazione, originariamente prevista tra giugno e luglio 2020, fu ufficialmente rinviata di 12 mesi dalla UEFA, in modo da poter completare le coppe europee e i campionati nazionali della stagione 2019-2020, sospesi per la pandemia di COVID-19 in Europa.

## Contesto
Euro 2020 è il secondo torneo a coinvolgere 24 nazioni (dopo Euro 2016 in Francia).

## Processo di selezione iniziale
Il 21 marzo 2012 l'UEFA aveva annunciato che il processo di candidatura sarebbe iniziato dopo aver raccolto le candidature dei Paesi interessati ad ospitare l'evento entro il 15 maggio 2012.

### Espressioni d'interesse
Il 16 maggio 2012 l'UEFA annunciò che più di una associazione nazionale aveva evidenziato interesse, ciò diede inizio al formale processo di selezione, che sarebbe stato ufficializzato il 30 giugno 2012, quando invece ci si avviò verso la soluzione paneuropea.
Prima della scelta di assegnare il torneo a diverse città, il 16 maggio 2012 le candidature di Turchia, Irlanda/Scozia/Galles e quella di Georgia/Azerbaigian erano state confermate ufficialmente dall'UEFA per ospitare Euro 2020.

### Turchia
Il 17 aprile 2012 la Federazione calcistica Turca è stata la prima a candidarsi ufficialmente per ospitare Euro 2020 nel proprio Paese.
La Turchia aveva fallito nell'intento di organizzare un torneo congiunto con la Grecia per il Campionato europeo di calcio 2008 ed eliminata per un voto per Euro 2016 a favore della candidatura francese.

### Irlanda-Scozia-Galles
Il 14 maggio 2012, un giorno prima dei termini ultimi per presentare la candidatura, il presidente dell'Associazione Scozzese di Calcio Stewart Regan annunciò che la ASC e l'Associazione di Calcio Gallese sono interessate a ospitare assieme il torneo. Le stesse due associazioni abbandonarono una iniziativa simile per ospitare Euro 2016 nel 2009. Il 15 maggio le due associazioni annunciarono che anche l'Associazione di Calcio Irlandese aveva firmato per una candidatura congiunta all'ultimo momento.

### Azerbaigian-Georgia
Il 7 marzo 2012 il presidente della Georgia Mikhail Saakashvili annunciò le intenzioni di ospitare Euro 2020. Il 15 maggio 2012, qualche ora dopo l'annuncio della candidatura congiunta di Scozia/Irlanda/Galles, il Ministro degli Sport Vladimir Vardzelashvili annunciò l'intenzione di ospitare Euro 2020
da soli e il 24 maggio 2012 l'Azerbaigian notificò all'UEFA che stavano pianificando di unire la propria candidatura a quella georgiana in seguito all'esclusione dall'organizzazione dei Giochi olimpici estivi del 2020.

#### Candidature precedentemente ritirate
Diverse altre federazioni, prima della scelta del formato paneuropeo, avevano manifestato l'interesse a ospitare la competizione, senza però formalizzare la propria candidatura. Tra queste vi furono il Belgio, una candidatura congiunta di Bosnia ed Erzegovina, Croazia e Serbia, la Romania, in candidatura congiunta con la Bulgaria oppure con l'Ungheria, la Germania e i Paesi Bassi.

## Il cambio verso il formato paneuropeo e il nuovo processo di selezione
| Fase    | Data                   | Note |
| ------- | ---------------------- | --- |
| Prima   | 21 marzo 2012          | Dichiarazione di invito formale                                                                               |
| Prima   | 15 maggio 2012         | Data ultima per inoltrare una "lettera di interesse" all'UEFA                                                 |
| Seconda | 30 giugno 2012         | L'UEFA annuncia il programma per il restante processo di candidatura, prima apertura verso formato paneuropeo |
| Seconda | luglio - dicembre 2012 | Colloqui dell'UEFA con le singole federazioni                                                                 |
| Seconda | 6 dicembre 2012        | Decisione di assegnare il torneo a diverse città europee                                                      |
| Seconda | 25 gennaio 2013        | Approvazione definitiva dei dettagli del progetto Euro for Europe                                             |
| Seconda | 28 marzo 2013          | Approvazione dei requisiti e del regolamento per l'assegnazione                                               |
| Seconda | aprile 2013            | Pubblicazione dei regolamenti e avvio delle candidature                                                       |
| Seconda | 20 settembre 2013      | Conferma formale delle candidature                                                                            |
| Seconda | 25 aprile 2014         | Inizio della fase di valutazione                                                                              |
| Seconda | 19 settembre 2014      | Scelta delle città ospitanti da parte del comitato esecutivo dell'UEFA                                        |

### Requisiti delle città ospitanti
Ogni Paese sarà rappresentato da una sola città. Dodici città saranno selezionate per ospitare tre partite della fase a gironi e una partita tra gli ottavi e i quarti di finale (Pacchetto standard). Una tredicesima città sarà selezionata per ospitare semifinali e finale (Pacchetto finali).
Le capienze nette richieste sono:
- 70 000 posti a sedere per la città che ospiterà semifinali e finale;
- 60 000 posti a sedere per ospitare un quarto di finale;
- 50 000 posti a sedere per ospitare un ottavo di finale, e quindi aggiudicarsi almeno un pacchetto.

Potranno comunque essere fatte fino a un massimo di due eccezioni per stadi con capienza di almeno 30 000 posti per aggiudicarsi quest'ultimo pacchetto.

### Espressioni d'interesse
Il 20 settembre 2013 il comitato esecutivo dell'UEFA riunito a Ragusa (Croazia) ha formalizzato la candidatura di 38 città.
- - Erevan – Hrazdan marzadasht (53 849)
- - Baku – Bakı Olimpiya Stadionu (68 000; in costruzione)[14]
- - Minsk – Stadyjon Traktar (proposta ristrutturazione; sarà esteso a 33 000)[15]
- - Bruxelles – proposto nuovo stadio nazionale (60 000)[16]
- - Sofia – Natsionalen stadion Vasil Levski (43 230)[17]
- - Zagabria – proposto nuovo stadio nazionale (55 000)[18]
- - Praga – proposto nuovo stadio nazionale[19]
- - Copenaghen – Parken Stadion (41 000)[20]
- - Londra – Wembley Stadium (90 000)[21]
- - Helsinki – Olympiastadion (37 500)[22]
- - Lione – Stade des Lumières (61 556)[23]
- - Monaco di Baviera – Allianz Arena (67 812)[24]
- - Atene – Olympiakó Stádio Spyros Louis (69 618)
- - Budapest – Új Puskás Ferenc Stadion (nuovo stadio da 65 000)[25]
- - Dublino – Aviva Stadium (51 700)[26]
- - Gerusalemme – Itztadion Teddy (prevista espansione a 50 000)[27]
- - Roma – Stadio Olimpico (72 698)
  - Milano – Stadio Giuseppe Meazza (80 018)
- - Nur-Sultan – Astana Arena (30 000)

- - Skopje – Nacionalna arena Filip II Makedonski (33 460)[28]
- - Amsterdam – Amsterdam ArenA (53 052; prevista espansione a 65 000)[29]
- - Varsavia – Stadion Narodowy im. Kazimierza Górskiego (58 145)[30]
  - Chorzów – Stadion Śląski (54 477)
- - Lisbona – Estádio da Luz (65 647)[31]
  - Porto – Estádio do Dragão (50 399)
- - Bucarest – Arena Națională (55 600)[32][33]
- - San Pietroburgo – Noviy stadion Zenit (69 500)[34]
- - Glasgow – Hampden Park (52 063)
- - Belgrado – Stadion Crvena Zvezda (55 538) o nuovo stadio nazionale[35]
- - Madrid – Estadio Olímpico de Madrid (20 000, espansione prevista a 70 000)
  - Barcellona – Estadi Cornellà-El Prat (40 500)[36]
  - Bilbao – San Mamés Barria (53 332; in costruzione)
  - Valencia – Nou Mestalla (75 100; in costruzione)
- - Solna – Friends Arena (50 000)[37]
- - Basilea – St. Jakob-Park (38 512)[38]
- - Istanbul – Atatürk Olimpiyat Stadı (76 092)[39]
- - Kiev – NSK Olimpiyskiy stadion (70 050) per semifinali e finale[40]
  - Donec'k – Donbas Arena (52 187) per fase a gruppi e gara a eliminazione diretta[40]
- - Cardiff – Millennium Stadium (74 500)

## Candidature
Il 26 aprile 2014, l'UEFA ha annunciato che c'erano due candidature per il pacchetto delle finali (di cui una sola sarà scelta) e 19 candidature per il pacchetto standard (tra cui ne saranno scelte 12). La decisione finale è stata presa il 19 settembre 2014
| Nazione     | Città           | Stadio                       | Capacità                                 | Pacchetto         |
| ----------- | --------------- | ---------------------------- | ---------------------------------------- | ----------------- |
| Azerbaigian | Baku            | Stadio olimpico di Baku      | 68 000 (in costruzione)                  | Standard          |
| Bielorussia | Minsk           | Stadio Traktar               | 16 500 (prevista espansione a 33 000)    | Standard          |
| Belgio      | Bruxelles       | Eurostadium (nuovo stadio)   | 50 000 (potenzialmente 60 000)           | Standard          |
| Bulgaria    | Sofia           | Ovcha Kupel Stadium          | 16 000 (prevista espansione a 24 000)    | Standard          |
| Danimarca   | Copenaghen      | Parken Stadion               | 41 000                                   | Standard          |
| Germania    | Monaco          | Allianz Arena                | 67.812 (prevista espansione a 75 000)    | Finali e Standard |
| Galles      | Cardiff         | Millennium Stadium           | 74 500                                   | Standard          |
| Inghilterra | Londra          | Stadio di Wembley            | 90 000                                   | Finali e Standard |
| Scozia      | Glasgow         | Hampden Park                 | 52 063                                   | Standard          |
| Irlanda     | Dublino         | Aviva Stadium                | 51 700                                   | Standard          |
| Israele     | Gerusalemme     | Teddy Stadium                | 34 000 (prevista espansione a 53 000)    | Standard          |
| Italia      | Roma            | Stadio Olimpico              | 72 698                                   | Standard          |
| Macedonia   | Skopje          | Arena nazionale Toše Proeski | 33 460                                   | Standard          |
| Paesi Bassi | Amsterdam       | Johan Cruijff Arena          | 53 052 (prevista espansione a 55-56 000) | Standard          |
| Romania     | Bucarest        | Arena Națională              | 55 600                                   | Standard          |
| Russia      | San Pietroburgo | New Zenit Stadium            | 69 500                                   | Standard          |
| Spagna      | Bilbao          | Stadio di San Mamés          | 53 332                                   | Standard          |
| Svezia      | Solna           | Friends Arena                | 50 000                                   | Standard          |
| Ungheria    | Budapest        | Puskás Aréna                 | 56 000 (proposto nuovo stadio da 65 000) | Standard          |

## Città selezionate
Il 19 settembre 2014 l'UEFA ha reso noto ufficialmente e in via definitiva le tredici città selezionate per ospitare il primo campionato europeo di calcio in modalità itinerante: Copenaghen, Bucarest, Amsterdam, Dublino, Bruxelles, Bilbao, Budapest, Glasgow, Roma, Monaco di Baviera, San Pietroburgo, Baku e Londra. Quest'ultima ospiterà le semifinali e la finale della competizione al nuovo Wembley; Roma, Monaco di Baviera, San Pietroburgo e Baku saranno le sedi di tre partite della fase a gironi e dei quarti di finale; Copenaghen, Bucarest, Amsterdam, Dublino, Bruxelles, Bilbao, Budapest e Glasgow saranno le sedi di tre partite della fase a gironi e degli ottavi di finale.
Il 7 dicembre 2017 Bruxelles è stata esclusa dall'organizzazione per problemi legati al progetto Eurostadium e le quattro gare a essa assegnate, tre della fase a gironi e una degli ottavi di finale, sono state trasferite a Londra. Contestualmente le 12 città sono state divise in 6 coppie che ospiteranno le gare dei 6 gironi, in modo tale che ogni coppia ospiti le sei gare di un girone, tre a testa; a Roma è stata assegnata la gara inaugurale.
Il 23 aprile 2021 il Comitato Esecutivo UEFA ha escluso Bilbao e Dublino come sedi ospitanti della manifestazione a causa della pandemia di COVID-19, e le partite in programma in quelle sedi sono state trasferite a Siviglia e a San Pietroburgo, ad eccezione dell'ottavo di finale, che è stato trasferito a Londra.
Le 6 coppie sono:
- Gruppo A: Roma e Baku
- Gruppo B: Copenaghen e San Pietroburgo
- Gruppo C: Amsterdam e Bucarest
- Gruppo D: Londra e Glasgow
- Gruppo E: Siviglia e San Pietroburgo[43]
- Gruppo F: Monaco di Baviera e Budapest

| Nazione     | Città           | Stadio                  | Capacità | Pacchetto                                                                       |
| ----------- | --------------- | ----------------------- | -------- | ------------------------------------------------------------------------------- |
| Azerbaigian | Baku            | Stadio olimpico di Baku | 68 700   | Tre gare della fase a gironi e un quarto di finale                              |
| Danimarca   | Copenaghen      | Stadio Parken           | 38 065   | Tre gare della fase a gironi e un ottavo di finale                              |
| Germania    | Monaco          | Allianz Arena           | 75 000   | Tre gare della fase a gironi e un quarto di finale                              |
| Inghilterra | Londra          | Stadio di Wembley       | 90 000   | Tre gare della fase a gironi, due ottavi di finale, semifinali e finale         |
| Italia      | Roma            | Stadio Olimpico         | 72 698   | Tre gare della fase a gironi, tra cui la gara inaugurale, e un quarto di finale |
| Paesi Bassi | Amsterdam       | Johan Cruijff Arena     | 54 990   | Tre gare della fase a gironi e un ottavo di finale                              |
| Romania     | Bucarest        | Arena Națională         | 55 600   | Tre gare della fase a gironi e un ottavo di finale                              |
| Russia      | San Pietroburgo | Stadio San Pietroburgo  | 68 134   | Sei gare della fase a gironi e un quarto di finale                              |
| Scozia      | Glasgow         | Hampden Park            | 52 063   | Tre gare della fase a gironi e un ottavo di finale                              |
| Spagna      | Siviglia        | Stadio de la Cartuja    | 60 000   | Tre gare della fase a gironi e un ottavo di finale                              |
| Ungheria    | Budapest        | Puskás Aréna            | 67 889   | Tre gare della fase a gironi e un ottavo di finale                              |